# Ludwig Abel (Semitist)
Ludwig Abel (* 18. Mai 1863 in Basel; † 25. Juni 1900 in Erlangen) war ein deutscher Semitist.
Ludwig Abel war der Sohn des Konzertmeisters des bayerischen Hoforchesters und Inspektors und Professors an der Akademie der Tonkunst in München Ludwig Abel und seiner Frau Berta. Nach Tätigkeit als Privatdozent an der Friedrich-Wilhelms-Universität zu Berlin wurde er 1894 als außerordentlicher Professor für semitische Philologie an die philosophische Fakultät der Universität Erlangen berufen.

## Schriften
- Die sieben Muallakat. Berlin, 1891.
- Sammlung von Wörterverzeichnissen als Vorarbeiten zu einem Wörterbuch der alten arabischen Poesie. Berlin, 1898.